# Abietinaria gigantea
Abietinaria gigantea är en nässeldjursart som först beskrevs av Clark 1876.  Abietinaria gigantea ingår i släktet Abietinaria och familjen Sertulariidae. Inga underarter finns listade i Catalogue of Life.